# Auxilium Pallacanestro Torino 1982-1983
Questa voce raccoglie le informazioni riguardanti l'Auxilium Pallacanestro Torino nelle competizioni ufficiali della stagione 1982-1983.

## Stagione
L'Auxilium sponsorizzata Berloni ha giocato in Serie A1 piazzandosi al sesto posto nella stagione regolare. Nei successivi play-off, una volta superati i cadetti del Napoli Basket agli ottavi di finale, l'Auxilium è stata eliminata ai quarti dalla V.L. Pesaro.

## Roster

Da sinistra: il pivot Wansley ascolta durante un time out le indicazioni di coach Asti, entrambi alla loro ultima stagione a Torino.

|    | Naz.                   | Ruolo | Sportivo            | Anno | Alt. | Peso | Note |
| -- | ---------------------- | ----- | ------------------- | ---- | ---- | ---- | ---- |
| 4  | Italia (bandiera)      | P     | Carlo Caglieris     | 1951 | 177  | 80   |      |
| 5  | Italia (bandiera)      |       | Marco Marino        |      |      |      |      |
| 6  | Italia (bandiera)      | G     | Giuseppe Brumatti   | 1948 | 190  |      |      |
| 8  | Italia (bandiera)      | P     | Lino Lardo          | 1958 | 185  |      |      |
| 9  | Italia (bandiera)      | A     | Mauro Manzin        | 1963 |      |      |      |
| 10 | Italia (bandiera)      | C     | Alessandro Mangini  | 1957 |      |      |      |
| 11 | Italia (bandiera)      | C     | Renzo Vecchiato     | 1955 | 207  | 115  |      |
| 12 | Stati Uniti (bandiera) | AG    | Don Ford            | 1952 | 206  | 98   |      |
| 13 | Italia (bandiera)      | AG    | Riccardo Morandotti | 1965 | 200  | 110  |      |
| 14 | Italia (bandiera)      | A     | Romeo Sacchetti     | 1953 | 199  | 112  |      |
| 15 | Stati Uniti (bandiera) | C     | Ernst Wansley       | 1956 | 211  | 107  |      |
| 16 | Italia (bandiera)      |       | Silvio Mengrati     |      |      |      |      |

### Staff tecnico
Capo allenatore: Gianni Asti
Assistente: Federico Danna
Assistente: Giorgio Bongiovanni
Massaggiatore: Giovanni Roberto
Medico: Roberto Carlin